# Raymundo Riva Palacio
Raymundo Riva Palacio Neri (Ciudad de México, 18 de abril de 1954) es un periodista, analista, conferencista y conductor especializado en análisis de la política y economía mexicana.

## Biografía

### Estudios
Estudió la licenciatura en periodismo en la Escuela de Periodismo Carlos Septién. Posteriormente, realizó estudios de posgrado en la Universidad de Harvard como becario de la Fundación Neiman.Ha trabajado la mayoría de los periódicos en México, estableciendo unidades de investigación informática, editando, fundando y dirigiendo diversos medios impresos y digitales. Desde hace varias décadas, escribe la columna titulada "Estrictamente Personal". En la actualidad, además de escribir para medios impresos, es conductor y comentarista de radio y televisión. Durante 15 años, impartió clases en la Universidad Iberoamericana.

### Trayectoria
Fue corresponsal en Washington DC, París, Madrid y Buenos Aires, así como corresponsal itinerante en Centroamérica. La primera parte de su carrera se enfocó en asuntos internacionales, con coberturas en más de 100 países y 12 guerras. Esa etapa se frenó abruptamente cuando, después de ser secuestrado por la guerrilla en Colombia, comenzó su carrera como editor en el periódico Excélsior.[cita requerida]
Escribió en varios diarios, como Excélsior, Reforma, El Independiente, El Universal, 24 Horas  y El Financiero. Entre 2007 y 2008, fue director editorial del diario El Universal. Cofundó y dirigió el diario Milenio, El Independiente, El Gráfico y 24 Horas. De 1988 a 1990, fue director general de la agencia de noticias Notimex en el sexenio de Carlos Salinas de Gortari. Fundó el primer medio de noticias digital Eje Central.[cita requerida] Escribe una columna diaria para El Financiero y Eje Central.
Ha escrito una columna llamada Estrictamente Personal sobre política, donde se exploran temas de la política nacional e internacional, crítica sobre las decisiones del gobierno mexicano y temas coyunturales. Esta columna ha sido publicada en diversos medios tanto impresos como digitales. Estrictamente Personal es un programa que conduce en el canal Foro TV.[cita requerida]

### Televisión y radio
En televisión, conduce el programa matutino "Estrictamente Personal", en el canal de televisión Foro TV. Asimismo, participa en el programa Tercer Grado, transmitido por el Canal 2 de Televisa. Participó en el programa Realidades, de CNI Canal 40; en El Primer Café, en el canal Proyecto 40, y en el noticiero Capital Media, en EfektoTv, canal transmitido por televisión de paga.  Desde el 2018, es conductor del programa Estrictamente Personal, en el canal de televisión Foro TV. 
Desde el 2018, es analista del programa Tercer Grado. Desde la segunda emisión del programa ha compartido pantalla con importantes periodistas y politólogos mexicanos como:  Joaquín López-Dóriga, Carlos Loret de Mola, Leo Zuckermann, Sergio Sarmiento, Genaro Lozano y Denise Maerker.[cita requerida]
Fue corresponsal permanente en Washington, París, Madrid y Buenos Aires, así como corresponsal itinerante en Centroamérica. Se desempeña como director del periódico en línea Eje Central, que es un portal en línea y semanario de información. Escribe para diferentes periódicos mexicanos, como El Financiero, y como corresponsal para periódicos fuera de su país de origen, como El País, de España, y Los Angeles Times, de Estados Unidos.

### Familia
Es hijo del exgobernador (1964-1970) del Estado de Morelos, Emilio Riva Palacio, y hermano de Fernando Riva Palacio Inestrillas y de Adolfo Riva Palacio Neri, quién fue magistrado del Tribunal Electoral del Distrito Federal (2007-2015). Es descendiente de Mariano Riva Palacio y Vicente Riva Palacio juristas, políticos y militares del siglo XIX; y de Carlos Riva Palacio, gobernador del Estado de México entre 1925 y 1929. Se casó por tres ocasiones con personas no identificadas y en una cuarta ocasión se casó con Irene Muñoz Trujillo de quien se divorció en 2023. Su actual pareja es Blanca Haydeé Hernández Turrubiates.

## Publicaciones
| Año  | Título                                                                      |
| ---- | --------------------------------------------------------------------------- |
| 1981 | Centroamérica: la guerra ya empezó                                          |
| 1987 | Aún tiembla                                                                 |
| 1988 | Más allá de los límites: ensayo para un nuevo periodismo                    |
| 2004 | La Prensa de Los Jardines: Fortalezas y Debilidades de Los Medios en México |
| 2013 | Manual para un nuevo periodismo: Desafíos del oficio en la era digital      |
| 2015 | La fuga del Chapo: Crónica de un desastre                                   |

## Reconocimientos
Fue galardonado por su trabajo con el Premio Nacional de Periodismo:
- 1985 - Premio Nacional de Periodismo en la categoría Noticia para el diario Excélsior.
- 1986 - Premio Nacional de Periodismo en la categoría de reportaje por serie sobre el "Encuentro de Dos Mundos" para el diario Excélsior
- 2004 - Premios de la Society for News Design en la categoría de Diseño de Páginas de Noticias para el periódico El Universal
- 2007 - Premio Nacional de Periodismo en la categoría Artículo de fondo / Opinión, por una serie sobre el Ejército Popular Revolucionario[9] para el diario El Universal.
- 2017 - Premio Nacional de Periodismo en la categoría noticiero "El Primer Café", para ADN Canal 40 de TV Azteca.